# Jacopo Spinolotto
Jacopo Spinolotto (La Spezia, ... – ...; fl. XV secolo) è stato un pittore italiano.

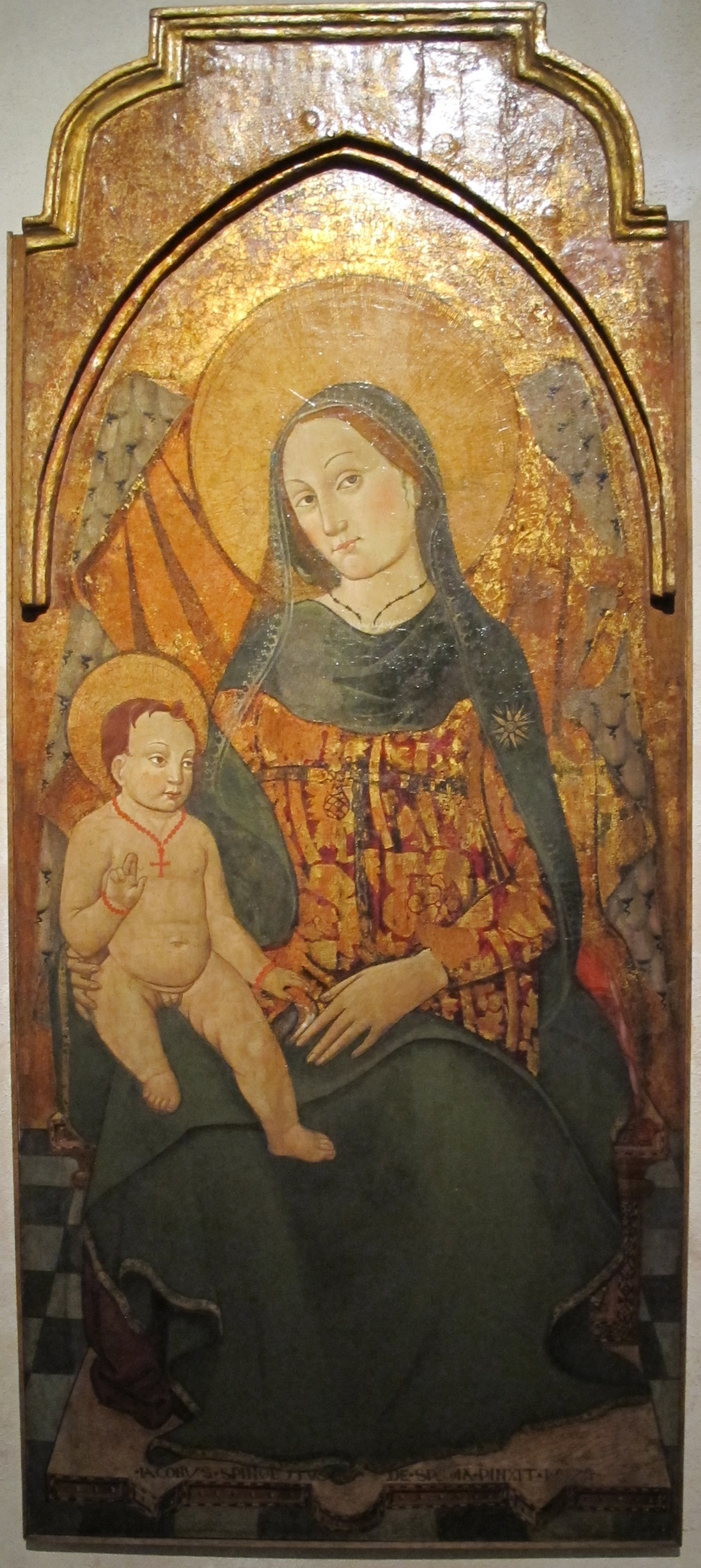
Jacopo Spinolotto
Madonna con il Bambino, 1476

Di questo artista spezzino, attivo intorno alla metà del XV secolo, sono tuttora ignote le date di nascita e di morte.

Alcune notizie si  possono ricavare dai documenti in archivio che si riferiscono alle commissioni ricevute nella sua città in cui teneva la sua bottega.
Altra testimonianza importante viene dall'unica sua opera certa e autografa, una tavola raffigurante una Madonna in trono con il Bambino, datata 1476 e firmata Jacobus Spinolotus de Spedia.

La tavola, che con ogni probabilità costituiva la parte centrale di un polittico andato disperso, è oggi custodita nel Museo diocesano della Spezia.

## Vicende del dipinto
L'opera in origine era custodita nell'antica Pieve di San Venerio alla Spezia.

 Nel 1974 il dipinto è stato trafugato dalla chiesa e recuperato a Torino nel 2007 dai Carabinieri del Nucleo per la tutela del patrimonio culturale.